# Mademoiselle Docteur
Mademoiselle Docteur, ridistribuito nel 1954 col titolo Salonicco, nido di spie, è un film del 1937 diretto da Georg Wilhelm Pabst.

## Trama
Durante la prima guerra mondiale, Anne-Marie Lesser è Mademoiselle Docteur, sfuggente spia tedesca. Inviata in missione a Salonicco, si muove nelle situazioni più disperate con distaccata tranquillità, che diminuisce pian piano quando si fa coinvolgere da un giovane ufficiale francese.

## Critica
(Mario Gromo su La Stampa del 6 ottobre 1937)

## Altre versioni
- Gli amori di una spia (Stamboul Quest), regia di Sam Wood (1934)
- Under Secret Orders, regia di Edmond T. Gréville (1937)
- Fräulein Doktor, regia di Alberto Lattuada (1969)